# Цахнисцкаро
Цахнисцкаро (груз. წახნისწყარო) — село в Грузии, на территории Адигенского муниципалитета края (мхаре) Самцхе-Джавахети.

## География
Село находится в южной части Грузии, на южном склоне Месхетского хребта, на левом берегу реки Кархухи (левый приток реки Оцхе), на расстоянии 13 километров (по прямой) к северо-востоку от посёлка городского типа Адигени, административного центра муниципалитета. Абсолютная высота — 1300 метров над уровнем моря.

## Население
По результатам официальной переписи населения 2014 года, в Цахнисцкаро проживал 41 человек (23 мужчины и 18 женщин). В национальной структуре населения грузины составляли 95,1 %, армяне — 4,9 %.
| Год  | Население, человек |
| ---- | ------------------ |
| 2002 | 85                 |
| 2014 | ↘ 41               |